# Ober-Beerbach
Ober-Beerbach (mundartlich: Owern-Beerwisch) ist ein Ortsteil der Gemeinde Seeheim-Jugenheim im südhessischen Landkreis Darmstadt-Dieburg. Zu ihm gehören auch die Siedlungen Steigerts und Stettbach.

## Geographie
Der Ortsteil liegt östlich des Ortsteils Seeheim im Naturpark Bergstraße-Odenwald. Die A 5 verläuft westlich in 5 km Entfernung; der Rhein fließt westlich, 14 km entfernt.
Der Ortsteil Ober-Beerbach besteht aus der Gemarkung Ober-Beerbach.
Aktuelle und historische Siedlungsplätze innerhalb der Gemarkung
Quelle: Historisches Ortslexikon
- Hof Brometsberg[4]
- Hof Dicktanne[5]
- Hof Heinzenklingen[6]
- Siedlung Steigerts[7]
- Siedlung Stettbach[8]
- Hof Wallhausen[9]

## Geschichte

### Ortsgeschichte
Die erste Erwähnung des Ortes erfolgte 1384, als der Graf Dieter von Katzenelnbogen seine Dörfer und Gerichte, darunter auch Ober-Beerbach, für 500 Gulden an den Erzbischof Adolf von Mainz verpfändete.
Weitere Erwähnungen erfährt Ober-Beerbach in der Folgezeit unter den Ortsnamen:
Obernberbach (1423), Ober Bercher Marck (1488), ObernBerbach (1545), Obirnberbach (1561), Obern Berbach (1568), Obernberbach (1613), Oberbeerbach und Obernbeerbach (1671). Belegt sind Besitzungen in Ober-Beerbach durch die Adelsfamilien von Frankenstein, Forstmeister von Gelnhausen und Schrautenbach.
Im 16. Jahrhundert steht den Landgrafen von Hessen Zent und Obrigkeit zu. 1662 verkaufen die Frankensteiner Ober-Beerbach als Zubehör des vom Kaiser und Reich lehnrührigen Schlosses Frankenstein an Landgraf Ludwig VI. von Hessen-Darmstadt. 1679 ist der Teil, welchen die Herren von Wallbrunn an Ober- und Niederbeerbach besitzen, hessisches Lehen.
Der Ort wurde in früheren Jahrhunderten auch Dunkelbach genannt.
Bereits 1699 bilden Schmal-Beerbach und Stettbach mit Ober-Beerbach eine Gemeinde.
Die Statistisch-topographisch-historische Beschreibung des Großherzogthums Hessen berichtet 1829 über Ober-Beerbach:

„Oberbeerbach (L. Bez. Bensheim) luth. Pfarrdorf; liegt 3 1⁄4 St. von Bensheim, hat 58 Häuser und 415 Einw., die bis auf 7 Kath. lutherisch sind. – Der Ort kommt im Lorscher Todtenregister vor, welches nur Orte und Personen vom 8. bis Ende des 12. Jahrhunderts nennt. In der Gemarkung lag das Dorf Waldhausen, dessen Namen noch in der Flurbenennung fortdauert. Der Ort kam 1662 von den Herrn von Frankenstein durch Kauf an Hessen, und wurde 1820 zur eigenen Pfarrei erhoben.“

Hessische Gebietsreform (1970–1977)
Im Zuge der Gebietsreform in Hessen wurde die Gemeinde Ober-Beerbach zum 31. Dezember 1971 auf freiwilliger Basis in die Gemeinde Seeheim eingegliedert.
Zum 31. Dezember 1977 wurden dann kraft Landesgesetz die Gemeinden Seeheim und Jugenheim zur neuen Gemeinde Seeheim zusammengeschlossen. Seit dem 1. Januar 1978 trägt die Gemeinde den amtlichen Namen Seeheim-Jugenheim.
Für den Ortsteil Ober-Beerbach wurde ein Ortsbezirk eingerichtet.

### Verwaltungsgeschichte im Überblick
Die folgende Liste zeigt die Staaten und Verwaltungseinheiten, denen Ober-Beerbach angehört(e):
- vor 1662: Heiliges Römisches Reich, Herrschaft Frankenstein
- ab 1662: Heiliges Römisches Reich, Landgrafschaft Hessen-Darmstadt (durch Kauf), Obergrafschaft Katzenelnbogen, Amt Seeheim-Tannenberg
- ab 1803: Heiliges Römisches Reich, Landgrafschaft Hessen-Darmstadt, Fürstentum Starkenburg, Amt Seeheim-Tannenberg
- ab 1806: Großherzogtum Hessen,[Anm. 2] Fürstentum Starkenburg, Amt Seeheim[19]
- ab 1815: Großherzogtum Hessen[Anm. 3], Provinz Starkenburg, Amt Seeheim
- ab 1821: Großherzogtum Hessen, Provinz Starkenburg, Landratsbezirk Bensheim[Anm. 4]
- ab 1832: Großherzogtum Hessen, Provinz Starkenburg, Kreis Bensheim
- ab 1848: Großherzogtum Hessen, Regierungsbezirk Heppenheim
- ab 1852: Großherzogtum Hessen, Provinz Starkenburg, Kreis Bensheim
- ab 1871: Deutsches Reich,[Anm. 5] Großherzogtum Hessen, Provinz Starkenburg, Kreis Bensheim
- ab 1918: Deutsches Reich, Volksstaat Hessen,[Anm. 6] Provinz Starkenburg, Kreis Bensheim
- ab 1938: Deutsches Reich, Volksstaat Hessen, Landkreis Darmstadt[20][Anm. 7]
- ab 1945: Deutsches Reich, Amerikanische Besatzungszone,[Anm. 8] Groß-Hessen, Regierungsbezirk Darmstadt, Landkreis Darmstadt
- ab 1946: Deutsches Reich, Amerikanische Besatzungszone, Land Hessen, Regierungsbezirk Darmstadt, Landkreis Darmstadt
- ab 1949: Bundesrepublik Deutschland, Land Hessen, Regierungsbezirk Darmstadt, Landkreis Darmstadt
- ab 1972: Bundesrepublik Deutschland, Land Hessen, Regierungsbezirk Darmstadt, Landkreis Darmstadt, Gemeinde Seeheim[Anm. 9]
- ab 1978: Bundesrepublik Deutschland, Land Hessen, Regierungsbezirk Darmstadt, Landkreis Darmstadt-Dieburg, Gemeinde Seeheim-Jugenheim[Anm. 10]

### Gerichte
Zuständige Gerichte der ersten Instanz waren
- 1484: Zentgericht Jugenheim
- ab 1803: Amt Seeheim
- ab 1821: Landgericht Zwingenberg
- ab 1879: Amtsgericht Zwingenberg
- ab 1934: Amtsgericht Bensheim
- ab 1968: Amtsgericht Darmstadt

## Bevölkerung

### Einwohnerstruktur 2011
Nach den Erhebungen des Zensus 2011 lebten am Stichtag, dem 9. Mai 2011 in Ober-Beerbach 1182 Einwohner. Darunter waren 66 (5,6 %) Ausländer. Nach dem Lebensalter waren 177 Einwohner unter 18 Jahren, 477 zwischen 18 und 49, 309 zwischen 50 und 64 und 219 Einwohner waren älter. Die Einwohner lebten in 510 Haushalten. Davon waren 144 Singlehaushalte, 153 Paare ohne Kinder und 153 Paare mit Kindern, sowie 48 Alleinerziehende und 12 Wohngemeinschaften. In 96 Haushalten lebten ausschließlich Senioren und in 354 Haushaltungen lebten keine Senioren.

### Einwohnerentwicklung
| • 1629  | 025 Hausgesesse           |
| • 1806: | 308 Einwohner, 48 Häuser  |
| • 1829: | 415 Einwohner, 58 Häuser  |
| • 1867: | 892 Einwohner, 112 Häuser |

| Ober-Beerbach: Einwohnerzahlen von 1791 bis 2017 | Ober-Beerbach: Einwohnerzahlen von 1791 bis 2017 | Ober-Beerbach: Einwohnerzahlen von 1791 bis 2017 | Ober-Beerbach: Einwohnerzahlen von 1791 bis 2017 | Ober-Beerbach: Einwohnerzahlen von 1791 bis 2017 |
| --- | ------------------------------------------------ | ------------------------------------------------ | ------------------------------------------------ | ------------------------------------------------ |
| Jahr |                                                  |                                                  |                                                  | Einwohner                                        |
| 1791 | 1791                                             |                                                  | 187                                              | 187                                              |
| 1800 | 1800                                             |                                                  | 187                                              | 187                                              |
| 1806 | 1806                                             |                                                  | 308                                              | 308                                              |
| 1829 | 1829                                             |                                                  | 415                                              | 415                                              |
| 1834 | 1834                                             |                                                  | 684                                              | 684                                              |
| 1840 | 1840                                             |                                                  | 741                                              | 741                                              |
| 1846 | 1846                                             |                                                  | 838                                              | 838                                              |
| 1852 | 1852                                             |                                                  | 732                                              | 732                                              |
| 1858 | 1858                                             |                                                  | 773                                              | 773                                              |
| 1864 | 1864                                             |                                                  | 830                                              | 830                                              |
| 1871 | 1871                                             |                                                  | 849                                              | 849                                              |
| 1875 | 1875                                             |                                                  | 858                                              | 858                                              |
| 1885 | 1885                                             |                                                  | 889                                              | 889                                              |
| 1895 | 1895                                             |                                                  | 917                                              | 917                                              |
| 1905 | 1905                                             |                                                  | 952                                              | 952                                              |
| 1910 | 1910                                             |                                                  | 901                                              | 901                                              |
| 1925 | 1925                                             |                                                  | 882                                              | 882                                              |
| 1939 | 1939                                             |                                                  | 825                                              | 825                                              |
| 1946 | 1946                                             |                                                  | 1.023                                            | 1.023                                            |
| 1950 | 1950                                             |                                                  | 1.027                                            | 1.027                                            |
| 1956 | 1956                                             |                                                  | 1.011                                            | 1.011                                            |
| 1961 | 1961                                             |                                                  | 1.062                                            | 1.062                                            |
| 1967 | 1967                                             |                                                  | 1.152                                            | 1.152                                            |
| 1970 | 1970                                             |                                                  | 1.149                                            | 1.149                                            |
| 1980 | 1980                                             |                                                  | ?                                                | ?                                                |
| 1990 | 1990                                             |                                                  | ?                                                | ?                                                |
| 2000 | 2000                                             |                                                  | ?                                                | ?                                                |
| 2011 | 2011                                             |                                                  | 1.407                                            | 1.407                                            |
| 2017 | 2017                                             |                                                  | 1.417                                            | 1.417                                            |
| Datenquelle: Historisches Gemeindeverzeichnis für Hessen: Die Bevölkerung der Gemeinden 1834 bis 1967. Wiesbaden: Hessisches Statistisches Landesamt, 1968. Weitere Quellen: LAGIS; 1791; 1800; 2017; Zensus 2011 |                                                  |                                                  |                                                  |                                                  |

### Religionszugehörigkeit
| • 1829: | 408 lutheranische (= 98,31 %) und 7 katholische (= 1,69 %) Einwohner |
| • 1961: | 963 evangelische (= 90,68 %), 90 katholische (= 8,47 %) Einwohner    |

## Politik
Für Ober-Beerbach mit den Siedlungen Steigerts und Stettbach besteht ein Ortsbezirk (Gebiete der ehemaligen Gemeinde Ober-Beerbach) mit Ortsbeirat und Ortsvorsteher nach der Hessischen Gemeindeordnung.
Der Ortsbeirat besteht aus neun Mitgliedern. Bei den Kommunalwahlen in Hessen 2021 betrug die Wahlbeteiligung zum Ortsbeirat Ober-Beerbach 56,12 %. Dabei wurden gewählt: zwei Mitglieder des Bündnis 90/Die Grünen, vier Mitglieder der SPD und drei Mitglieder der CDU. Der Ortsbeirat wählte Christoph Massoth (CDU) zum Ortsvorsteher.

## Kultur und Sehenswürdigkeiten

### Bauwerke
Evangelische Kirche: Ihre Grundmauern stammen vermutlich aus dem 11. Jahrhundert; der Bau selbst aus dem 12. Jahrhundert. Im 14. Jahrhundert wurde durch die Herren von Frankenstein im Chor der Kirche ein dreiteiliges gotisches Fenster eingebaut. Ferner wurde ein Freskenzyklus, der die Leiden Christi und seine Auferstehung darstellt, aufgetragen. Die nach Einführung der Reformation übertünchten Fresken sind heute wieder sichtbar. Die letzte Renovierung des Jahres 2013 umfasste die Fresken im Chor, die Christophorus-Malereien im Kirchenschiff, die Wiederherstellung der barocken Orgel, sowie eine teilweise Erneuerung des Dachstuhls.
Eine der drei Beerbacher Burgen, heute alle Burgställe, ist, neben dem Alten Schloss und der Alten Burg bei Nieder-Beerbach, das Schlösschen Ober-Beerbach, nordwestlich des Ortes gelegen.

### Regelmäßige Veranstaltungen
- August: Kerb

### Natur und Schutzgebiete
In der Gemarkung von Ober-Beerbach liegen die Feuchtwiesen des Naturschutzgebiets Fuchswiese bei Stettbach.

## Infrastruktur
- evangelische Kirche
- Friedhof
- Kindertagesstätte
- Freibad geführt vom Verein „Schwimmbad am Wäldchen Ober-Beerbach e. V.“